# Gran Premio de Malasia de Motociclismo de 2016
El Gran Premio de Malasia de Motociclismo de 2016 (oficialmente Shell Malaysia Motorcycle Grand Prix) fue la decimoséptima prueba del Campeonato del Mundo de Motociclismo de 2016. Tuvo lugar en el fin de semana del 28 al 30 de octubre de 2016 en el Circuito Internacional de Sepang, situado en la localidad de Sepang, Selangor, Malasia.
La carrera de MotoGP fue ganada por Andrea Dovizioso, seguido de Valentino Rossi y Jorge Lorenzo. Johann Zarco fue el ganador de la prueba de Moto2, por delante de Franco Morbidelli y Jonas Folger. La carrera de Moto3 fue ganada por Francesco Bagnaia, Jakub Kornfeil fue segundo y Bo Bendsneyder tercero.

## Resultados

### Resultados MotoGP
| Pos.    | N.º | Piloto           | Constructor | Vueltas | Tiempo              | Parrilla | Puntos |
| ------- | --- | ---------------- | ----------- | ------- | ------------------- | -------- | ------ |
| 1       | 4   | Andrea Dovizioso | Ducati      | 19      | 42:27.333           | 1        | 25     |
| 2       | 46  | Valentino Rossi  | Yamaha      | 19      | +3.115              | 2        | 20     |
| 3       | 99  | Jorge Lorenzo    | Yamaha      | 19      | +11.924             | 3        | 16     |
| 4       | 8   | Héctor Barberá   | Ducati      | 19      | +19.916             | 12       | 13     |
| 5       | 76  | Loris Baz        | Ducati      | 19      | +21.353             | 10       | 11     |
| 6       | 25  | Maverick Viñales | Suzuki      | 19      | +22.932             | 8        | 10     |
| 7       | 19  | Álvaro Bautista  | Aprilia     | 19      | +25.829             | 9        | 9      |
| 8       | 43  | Jack Miller      | Honda       | 19      | +32.746             | 14       | 8      |
| 9       | 44  | Pol Espargaró    | Yamaha      | 19      | +33.704             | 11       | 7      |
| 10      | 9   | Danilo Petrucci  | Ducati      | 19      | +34.280             | 15       | 6      |
| 11      | 93  | Marc Márquez     | Honda       | 19      | +36.480             | 4        | 5      |
| 12      | 50  | Eugene Laverty   | Ducati      | 19      | +36.638             | 19       | 4      |
| 13      | 41  | Aleix Espargaró  | Suzuki      | 19      | +36.897             | 7        | 3      |
| 14      | 38  | Bradley Smith    | Yamaha      | 19      | +45.609             | 13       | 2      |
| 15      | 45  | Scott Redding    | Ducati      | 19      | +49.779             | 18       | 1      |
| 16      | 7   | Hiroshi Aoyama   | Honda       | 19      | +52.665             | 17       |        |
| 17      | 6   | Stefan Bradl     | Aprilia     | 19      | +52.784             | 16       |        |
| 18      | 53  | Esteve Rabat     | Honda       | 19      | +54.891             | 21       |        |
| Ret     | 29  | Andrea Iannone   | Ducati      | 12      | Caída               | 6        |        |
| Ret     | 35  | Cal Crutchlow    | Honda       | 11      | Caída               | 5        |        |
| Ret     | 68  | Yonny Hernández  | Ducati      | 11      | neumático delantero | 20       |        |
| Fuente: |     |                  |             |         |                     |          |        |

### Resultados Moto2
| Pos.    | N.º | Piloto              | Constructor | Vueltas | Tiempo            | Parrilla | Puntos |
| ------- | --- | ------------------- | ----------- | ------- | ----------------- | -------- | ------ |
| 1       | 5   | Johann Zarco        | Kalex       | 19      | 45:51.036         | 1        | 25     |
| 2       | 21  | Franco Morbidelli   | Kalex       | 19      | +3.256            | 2        | 20     |
| 3       | 94  | Jonas Folger        | Kalex       | 19      | +3.689            | 4        | 16     |
| 4       | 7   | Lorenzo Baldassarri | Kalex       | 19      | +21.428           | 6        | 13     |
| 5       | 55  | Hafizh Syahrin      | Kalex       | 19      | +24.700           | 14       | 11     |
| 6       | 12  | Thomas Lüthi        | Kalex       | 19      | +26.184           | 5        | 10     |
| 7       | 73  | Álex Márquez        | Kalex       | 19      | +28.177           | 21       | 9      |
| 8       | 97  | Xavi Vierge         | Tech 3      | 19      | +28.855           | 25       | 8      |
| 9       | 10  | Luca Marini         | Kalex       | 19      | +29.247           | 11       | 7      |
| 10      | 32  | Isaac Viñales       | Tech 3      | 19      | +29.969           | 19       | 6      |
| 11      | 24  | Simone Corsi        | Speed Up    | 19      | +30.866           | 10       | 5      |
| 12      | 93  | Ramdan Rosli        | Kalex       | 19      | +31.260           | 12       | 4      |
| 13      | 87  | Remy Gardner        | Kalex       | 19      | +31.793           | 9        | 3      |
| 14      | 40  | Álex Rins           | Kalex       | 19      | +34.697           | 23       | 2      |
| 15      | 19  | Xavier Siméon       | Speed Up    | 19      | +46.669           | 7        | 1      |
| 16      | 2   | Jesko Raffin        | Kalex       | 19      | +49.126           | 27       |        |
| 17      | 11  | Sandro Cortese      | Kalex       | 19      | +49.293           | 15       |        |
| 18      | 52  | Danny Kent          | Kalex       | 19      | +51.610           | 24       |        |
| 19      | 57  | Edgar Pons          | Kalex       | 19      | +54.949           | 18       |        |
| 20      | 23  | Marcel Schrötter    | Kalex       | 19      | +55.461           | 22       |        |
| 21      | 30  | Takaaki Nakagami    | Kalex       | 19      | +1:08.613         | 20       |        |
| 22      | 27  | Iker Lecuona        | Kalex       | 19      | +1:16.574         | 17       |        |
| 23      | 54  | Mattia Pasini       | Kalex       | 19      | +1:25.838         | 8        |        |
| 24      | 14  | Ratthapark Wilairot | Kalex       | 19      | +2:01.635         | 26       |        |
| Ret     | 20  | Alessandro Nocco    | Kalex       | 12      | Caída             | 16       |        |
| Ret     | 70  | Robin Mulhauser     | Kalex       | 5       | neumático trasero | 28       |        |
| Ret     | 49  | Axel Pons           | Kalex       | 1       | Caída             | 3        |        |
| Ret     | 22  | Sam Lowes           | Kalex       | 1       | Caída             | 13       |        |
| WD      | 60  | Julián Simón        | Speed Up    |         | Retirado          |          |        |
| 1.      |     |                     |             |         |                   |          |        |
| Fuente: |     |                     |             |         |                   |          |        |

### Resultados Moto3
La carrera programada originalmente para el 18 vueltas fue detenida en la vuelta 15 cuando María Herrera chocó contra la parte trasera de la moto de Livio Loi en la curva 15. Dado que dos tercios de la distancia original requerida para el otorgamiento de los puntos completos fue completada, la carrera no fue reiniciada. María Herrera no se clasificó en los resultados finales, ya que ella no pudo llevar su motocicleta al pit-lane dentro de los cinco minutos siguientes a que la carrera fuera detenida (como es requerido por las normas).
| Pos.    | N.º | Piloto                 | Constructor | Vueltas | Tiempo       | Parrilla | Puntos |
| ------- | --- | ---------------------- | ----------- | ------- | ------------ | -------- | ------ |
| 1       | 21  | Francesco Bagnaia      | Mahindra    | 13      | 29:29.351    | 3        | 25     |
| 2       | 84  | Jakub Kornfeil         | Honda       | 13      | +7.108       | 15       | 20     |
| 3       | 64  | Bo Bendsneyder         | KTM         | 13      | +7.253       | 7        | 16     |
| 4       | 20  | Fabio Quartararo       | KTM         | 13      | +8.469       | 9        | 13     |
| 5       | 55  | Andrea Locatelli       | KTM         | 13      | +12.414      | 11       | 11     |
| 6       | 42  | Marcos Ramírez         | Mahindra    | 13      | +12.706      | 27       | 10     |
| 7       | 19  | Gabriel Rodrigo        | KTM         | 13      | +13.387      | 5        | 9      |
| 8       | 89  | Khairul Idham Pawi     | Honda       | 13      | +13.506      | 20       | 8      |
| 9       | 11  | Livio Loi              | Honda       | 13      | +14.445      | 23       | 7      |
| 10      | 40  | Darryn Binder          | Mahindra    | 13      | +38.777      | 30       | 6      |
| 11      | 38  | Hafiq Azmi             | Peugeot     | 13      | +45.827      | 22       | 5      |
| 12      | 23  | Niccolò Antonelli      | Honda       | 13      | +48.899      | 6        | 4      |
| 13      | 43  | Stefano Valtulini      | Mahindra    | 13      | +49.648      | 29       | 3      |
| 14      | 77  | Lorenzo Petrarca       | Mahindra    | 13      | +49.842      | 28       | 2      |
| 15      | 4   | Fabio Di Giannantonio  | Honda       | 13      | +1:15.163    | 19       | 1      |
| 16      | 48  | Lorenzo Dalla Porta    | KTM         | 12      | +1 vuelta    | 4        |        |
| 17      | 41  | Brad Binder            | KTM         | 10      | +3 vueltas   | 1        |        |
| NC      | 6   | María Herrera          | KTM         | 13      | +13.793      | 31       |        |
| Ret     | 95  | Jules Danilo           | Honda       | 6       | Caída        | 24       |        |
| Ret     | 9   | Jorge Navarro          | Honda       | 5       | Caída        | 2        |        |
| Ret     | 12  | Albert Arenas          | Peugeot     | 3       | Caída        | 26       |        |
| Ret     | 36  | Joan Mir               | KTM         | 2       | Caída        | 14       |        |
| Ret     | 24  | Tatsuki Suzuki         | Mahindra    | 2       | Caída        | 16       |        |
| Ret     | 16  | Andrea Migno           | KTM         | 2       | Caída        | 25       |        |
| Ret     | 8   | Nicolò Bulega          | KTM         | 1       | Caída        | 13       |        |
| Ret     | 88  | Jorge Martín           | Mahindra    | 0       | Caída        | 8        |        |
| Ret     | 44  | Arón Canet             | Honda       | 0       | Caída        | 10       |        |
| Ret     | 65  | Philipp Öttl           | KTM         | 0       | Caída        | 12       |        |
| Ret     | 58  | Juan Francisco Guevara | KTM         | 0       | Caída        | 17       |        |
| Ret     | 7   | Adam Norrodin          | Honda       | 0       | Caída        | 18       |        |
| Ret     | 71  | Ayumu Sasaki           | Honda       | 0       | Caída        | 21       |        |
| DNS     | 76  | Hiroki Ono             | Honda       |         | No participó |          |        |
| DNS     | 3   | Fabio Spiranelli       | Mahindra    |         | No participó |          |        |
| 1. 2.   |     |                        |             |         |              |          |        |
| Fuente: |     |                        |             |         |              |          |        |